# Robeasca
Robeasca é uma comuna romena localizada no distrito de Buzău, na região de Muntênia. A comuna possui uma área de 26.19 km² e sua população era de 1209 habitantes segundo o censo de 2007.